# بای ساید شاکه‌داون: فینال
بای ساید شاکه‌داون: فینال (انگلیسی: Bayside Shakedown: The Final) یک فیلم کمدی اکشن و فیلم دلهره‌آور محصول ۲۰۱۲ به کارگردانی کاتسویوکی موتوهیرو است.